# Leptochiton rugatus
Leptochiton rugatus is een keverslak uit de familie Leptochitonidae.
De dieren worden 10 tot 16 millimeter lang. Leptochiton rugatus komt voor van Alaska tot Neder-Californië .